# Elecciones seccionales de Ecuador de 1945
Se realizaron las primeras elecciones seccionales del país en 1945 al ser incluidas en la nueva constitución de 1945. Se eligió a los primeros alcaldes, presidentes de consejos provinciales, concejales municipales y consejeros provinciales por votación popular para el período 1945-1947.

## Resultados a presidente de Concejo Provincial
| Provincia  | Presidente                 | Partido político |
| ---------- | -------------------------- | ---------------- |
| Azuay      | Emiliano Crespo Astudillo  | PCE              |
| Chimborazo |                            |                  |
| Pichincha  | Mariano Suárez Veintimilla | PCE              |
| Tungurahua | Alberto Rodríguez Vélez    |                  |

Fuente:

## Resultados a alcaldías
El 6 de marzo de 1945 se emitió una nueva Constitución del Ecuador donde se modifica el nombre de Presidente del Concejo Municipal por Alcalde Municipal.

Artículo 103.- En los municipios cuyas rentas excedan del límite que fije la ley podrá haber, para dirigir la gestión municipal, un Alcalde elegido por votación popular, quien presidirá el Concejo.
Constitución del Ecuador - 1945.

| Ciudad   | Provincia  | Alcalde elegido            | Partido político |
| -------- | ---------- | -------------------------- | ---------------- |
| Cuenca   | Azuay      | Luis Moreno Mora           | PCE              |
| Riobamba | Chimborazo | Gonzalo Dávalos Valdivieso | PCE              |
| Quito    | Pichincha  | Jacinto Jijón y Caamaño    | PCE              |
| Ambato   | Tungurahua | Alfredo Coloma Silva       | PCE              |

Fuente: